# Coll de Serra Vernet
El Coll de Serra Vernet és una collada situada a 1.798,3 m alt del terme comunal de Prats de Molló i la Presta, de la comarca del Vallespir, a la Catalunya del Nord.
És a la zona nord-est del terme de Prats de Molló i la Presta, a prop del límit amb la comuna del Tec. És a la Serra Vernet, al nord del Puig dels Sarraïns i al sud del Puig de Gallinàs. És un indret sovintejat per les rutes excursionistes del Massís del Canigó. Una de les que hi passa és l'anomenat Tour del Canigó.